# TalkieTokyo
TalkieTokyoは、日本の女性アイドルグループ（ライブアイドル）、声優アイドルユニット。『Crossing Music』がプロデュースを行っている。2022年7月16日にデビュー。愛称は『トキトキ』。レーベルは『Crossing Music』。プロデューサーは音楽家の渡邉沙志。
コンセプトは「人生という物語に“音”で感動を。」声・演技・歌で魅せる声優アイドルユニット。ユニットカラーは「青」。
声優アイドルユニットの特性を生かして、ライブの演目には朗読・朗読劇も取入れている。
Crossing Music複合型アイドルグループ『charm chime（チャーム チャイム）』と、メンバーは兼任している。本項では、ユニット別で最多参加人数であることからcharm chimeの概略も掲載する。

## 経歴
2022年
- 7月16日に、事務所主催ライブ『アニメ「微々っと！デビル」公開記念イベント（会場:GOTANDA G3）』にて、お披露目を飾る[4]。
- 10月13日に、市川うららFMにて、レギュラーラジオ『RADIO CROSSING』が放送開始された[5]。
- 10月15日に、イベント『JPBAプレイヤーズドリームマッチ2022（会場:ドリームスタジアム太田）』のハーフタイムショー[6]にて、新曲『@晴れ!ぱれぱれ』が初披露された[7]。
- 10月16日に、事務所主催ライブ『アイドキュレーション楽曲継承式 〜後輩ちゃんに託します〜（会場:GOTANDA G3）』にて、事務所の先輩アイドルユニット『アイドキュレーション』より歌唱楽曲を引継いだ[8]。

2023年
- 4月30日に、メンバーの『大葵梨央』が、この日を以て卒業した[9]。
- 6月17日に、事務所主催ライブ『GirlsCross!! Vol.26〜しらすゆり卒業記念ライブ〜（会場:GOTANDA G3）』にて、新メンバー『嶋田里穂』がお披露目された[10]。
- 8月27日に、事務所の混成ユニット『MissyouMash』の一員としてメンバー全員が『@JAM EXPO 2023 supported by UP-T（会場 横浜アリーナ）』キウイステージのオープニングアクトとして出演した[11]。
- 9月30日に、メンバーの『夜風えみり』が、この日を以て卒業した[12]。
- 10月15日に、メンバーの『乙瀬叶春』が、この日の卒業配信（Showroom）を以て卒業した[13]。
- 12月4日に、オリジナル楽曲『未来へと』が、音楽配信された[14][15]。

2024年
- 2月17日に、事務所主催ライブ『ヒビキキ！Vol.4 〜メンカラ ヘアカラーLIVE〜（会場:GOTANDA G3）』にて、研究生の『森川瑠奈』『岡本翠華』がお披露目された[16]。
- 3月2日に、事務所主催配信『ヒビキキ！オンライン 〜ミニの日ライブ〜（Showroom）』にて、新曲『キミだけに推してもらえたら』が初披露された[17]。
- 3月16日に、初のワンマンライブ『TalkieTokyo OnemanShow 〜narrative〜（会場:GOTANDA G3）』が開催され、研究生の『森川瑠奈』が正規生に昇格した[18]。
- 3月31日に、メンバーの『前花瑳良』『嶋田里穂』が、『前花瑳良・嶋田里穂卒業ライブ配信（会場：Zip BASE KOMAGOME）』を以て卒業した[19]。
- 6月13日に、写真集『いろどる～桜2024～』（デジタル写真集/フォトブック版）が発売された[20]。
- 7月20日に、事務所主催ライブ『ヒビキキ！Vol.5（会場:GOTANDA G3）』にて、研究生の『岡本翠華』が正規生に昇格し、研究生『神崎さおり』がお披露目された[21]。
- 8月8日に、オリジナル楽曲『@晴れ!ぱれぱれ』と『キミだけに推してもらえたら！』が、音楽配信された[22][23]。
- 9月15日に、『@JAM EXPO 2024 supported by UP-T（会場:横浜アリーナ）』オレンジステージ（fromミクチャステージ）に出演した[24]。
- 10月19日に、事務所主催ライブ『GirlsCross!!Vol.42～ハロウィンSP～』を以て、メンバーの『坂口りりか』が、先に公表していた[25]活動休止期間に入った[26]。12月28日、活動終了[27]
- 12月21日に、事務所主催ライブ『ヒビキキ！Vol.6～年忘れSP～』にて、研究生『神崎さおり』が正規生に昇格した[28]。

2025年
- 1月29日に、Crossing Music関連タレントによる複合型ユニット『charm chime』が始動。メンバー全員が参加しており、同日、お披露目ライブ（東京都文京区：Zip BASE KOMAGOME）が開催された[3]。

## メンバー
| 名前        | よみ            | 誕生日   | 愛称     | カラー | 活動期間        | 備考                                   |
| ----------- | --------------- | -------- | -------- | ------ | --------------- | -------------------------------------- |
| 森川 瑠奈   | もりかわ るな   | 12月10日 | るなち   | 桃色   | 2024年2月17日 - | 芸能事務所「クラドニ」所属。北海道出身 |
| 岡本 翠華   | おかもと すいか | 8月29日  | すいか   | 緑色   | 2024年2月17日 - | 愛知県出身                             |
| 神崎 さおり | かんざき さおり | 10月31日 | さおりん | 紫色   | 2024年7月20日 - |                                        |

### 元メンバー
| 名前        | よみ            | 誕生日   | 愛称       | カラー   | 活動期間                       | 備考       |
| ----------- | --------------- | -------- | ---------- | -------- | ------------------------------ | ---------- |
| 大葵 梨央   | おおき りお     | 4月26日  | りったん   | なし     | 2022年7月16日 - 2023年4月30日  | 愛知県出身 |
| 夜風 えみり | よかぜ えみり   | 12月22日 | えみりん   | 紫色     | 2022年7月16日 - 2023年9月30日  | 宮城県出身 |
| 乙瀬 叶春   | おとせ かのは   | 6月14日  | かのち     | 薄青藤色 | 2022年7月16日 - 2023年10月5日  |            |
| 前花 瑳良   | まえはな さら   | 11月3日  | さらでぃん | 赤色     | 2022年7月16日 - 2024年3月31日  | 富山県出身 |
| 嶋田 里穂   | しまだ りほ     | 7月22日  | しまりほ   | 橙色     | 2023年6月17日 - 2024年3月31日  | 京都府出身 |
| 坂口 りりか | さかぐち りりか | 3月25日  | りりぽん   | 黄色     | 2022年7月16日 - 2024年12月28日 | 長崎県出身 |

## ディスコグラフィー

### 音楽配信
| No. | 公開日        | タイトル                                       | 配信先  | 備考 |
| --- | ------------- | ---------------------------------------------- | ------- | ---- |
| 01  | 2023年12月4日 | ・未来へと ・未来へと（instrumental）          | BIG UP! |      |
| 02  | 2024年8月8日  | ・@晴れ!ぱれぱれ ・キミだけに推してもらえたら! | BIG UP! |      |

## ライブ

### ワンマンライブ
- TalkieTokyo OnemanShow 〜narrative〜（2024年3月16日、東京都品川区:GOTANDA G3）[18]

### ツーマンライブ
- ヒビキキ![33] （不定期） 姉妹ユニット『ripple link』とのツーマンライブ

### 定期公演
- トキトキ定期公演（毎月第二日曜日、東京都文京区:Zip BASE KOMAGOME）朗読・朗読劇とラジオ収録を含む事もある

### 大型フェスティバル
- @JAM EXPO 2023 supported by UP-T（2023年8月27日、神奈川県横浜市:横浜アリーナ・キウイステージ）オープニングアクト ※混成ユニット『MissyouMash』として[11]
- @JAM EXPO 2024 supported by UP-T（2024年9月27日、神奈川県横浜市:横浜アリーナ・オレンジステージ）『from ミクチャステージ』として[24]

### 歌唱楽曲
※カバー楽曲を除く
継承楽曲
- すきの方程式
- らぶらび
- このままシークレット

オリジナル楽曲
- 未来へと
- Cheer Cheers!
- @晴れ!ぱれぱれ
- キミだけに推してもらえたら!

### 衣装
- 茶色セーラー服[34]
- 白色ツーピース[35]

## 朗読・朗読劇
- トキトキ朗読会（不定期）定期公演・定期配信などの演目として
- 朗読劇『ふたりのサイン』（2023年7月22日、東京都港区：BUZZ live赤坂）脚本:坂口りりか[36]
- 歌う絵本『赤毛のロッソ』オンラインイベント（2023年10月14日、ツイキャス）作：つっちょ[37]
- 朗読劇『四音＜しおん＞』（2024年1月19日、東京都文京区：Zip BASE KOMAGOME）脚本:坂口りりか[38]
- 朗読劇『アイドル in the 地獄（ヘル）』（2024年6月29日 - 30日、東京都文京区：Zip BASE KOMAGOME）脚本:藍谷巡[39]
- 朗読劇『事件を呼ぶ！クリスティ探偵女学院』（2025年5月23日 - 25日、東京都文京区：Zip BASE KOMAGOME）脚本:藍谷巡[40]

## 出演

### テレビ
- チアアップ★インディーズ K（2023年8月3日、チバテレ）[41]

### ラジオ
- RADIO CROSSING（毎週第二金曜日、市川うららFM）[5]

### Youtube
- iColony アイドルライブ動画ch（4k映像）[42]
  - Talkie Tokyo [ 2023.06.03 ＠ GOTANDA G4 ][43]
  - MssyouMash（ripple link）[ 2023.11.19 ＠ GOTANDA G4 ][44]
- 【朗読】赤毛のロッソ（2023年10月14日）[45]

### 写真集
※メンバー全員が掲載されているものに限る
- いろどる～桜2024～（2024年6月13日 Crossinng music）[20]

## charm chime
2025年1月29日始動。Crossing Music『Zip BASE KOMAGOME』（東京都文京区）にて、お披露目ライブが開催された。

### メンバー
※charm chime特有事項のみ記載
| 名前        | メンカラ | 活動期間        | 兼任元                                       | 部活動       | 備考          |
| ----------- | -------- | --------------- | -------------------------------------------- | ------------ | ------------- |
| 森川 瑠奈   | 桃色     | 2025年1月29日 - | Tokie Tokyo                                  | 演劇部       | [ 46 ] [ 47 ] |
| 岡本 翠華   | 黄緑色   | 2025年1月29日 - | Tokie Tokyo                                  | 料理研究部   | [ 46 ] [ 47 ] |
| 神崎 さおり | 紫色     | 2025年1月29日 - | Tokie Tokyo                                  | 美術部       | [ 46 ] [ 47 ] |
| 星空 うた   | 黄色     | 2025年1月29日 - | LobeliA                                      | 手芸部       | [ 46 ] [ 47 ] |
| 葉月 美優   | 赤色     | 2025年1月29日 - | LobeliA                                      | 広報部       | [ 46 ] [ 47 ] |
| せりぴょん  | 緑色     | 2025年1月29日 - | OGユニット『アイドキュレーション』のメンバー | ダイエット部 | [ 46 ] [ 47 ] |
| 七瀬 ゆの   | 白色     | 2025年2月26日 - | ソロ活動                                     | 野球部       | [ 47 ]        |
| 成海 奏     | 青色     | 2025年7月24日 - | ripple link                                  |              | [ 48 ]        |

### 歌唱楽曲
オリジナル楽曲
- 学園歌[47]

事務所内楽曲（現or元の歌唱ユニット）
- 遠隔StayLover（PREMOTE）[49]
- らぶらび（TalkieTokyo、アイドキュレーション）[50]
- ケトバセ！（アイドキュレーション）[51]
- その他

### 衣装
- セーラー服風の衣装[3]

## 関連
- 渡邉沙志
- ripple link
- 瀬名みのり
- 萬海歌
- LobeliA
- 葉月美優
- アイドキュレーション